# Ordobrevia gotoi
Ordobrevia gotoi là một loài bọ cánh cứng trong họ Elmidae. Loài này được Nomura miêu tả khoa học năm 1959.